# Вувре
Вувре́ (фр. Vouvray) — муниципалитет (коммуна) в долине Луары, во французском регионе Центр, департамент Эндр и Луара. Расположен на расстоянии около 200 км на юго-запад от Парижа, 100 км на юго-запад от Орлеана, 9 км на восток от Тура.
Вувре славится своими белыми винами, которые изготавливают из винограда сорта шенен. Считается, что эти вина способны созревать десятилетиями. Любопытно, что в прохладные годы вино делают сухим и слегка игристым, а когда осень выдаётся тёплой и на гроздьях винограда появляется «благородная плесень», то Вувре выпускает сладкие вина позднего урожая, напоминающие сотерны.
Посёлок частично построен на склоне горы, поэтому некоторые дома вделаны в скалы, а в подвалах находятся винные погреба. На холме также расположены многочисленные виноградники. В середине августа в Вувре проходит ярмарка вин.

## Население
Население — 3 079 человек (2007).
| 1793  | 1800  | 1806  | 1821  | 1831  | 1836  | 1841  | 1846  | 1851  | 1856  | 1861  | 1866  |
| ----- | ----- | ----- | ----- | ----- | ----- | ----- | ----- | ----- | ----- | ----- | ----- |
| 2 080 | 1 954 | 2 266 | 2 425 | 2 387 | 2 610 | 2 443 | 2 341 | 2 418 | 2 295 | 2 438 | 2 267 |

| 1872  | 1876  | 1881  | 1886  | 1891  | 1896  | 1901  | 1906  | 1911  | 1921  | 1926  | 1931  |
| ----- | ----- | ----- | ----- | ----- | ----- | ----- | ----- | ----- | ----- | ----- | ----- |
| 2 180 | 2 227 | 2 246 | 2 299 | 2 250 | 2 361 | 2 285 | 2 350 | 2 335 | 2 165 | 2 333 | 2 245 |

| 1936  | 1946  | 1954  | 1962  | 1968  | 1975  | 1982  | 1990  | 1999  | 2006  | 2007  |
| ----- | ----- | ----- | ----- | ----- | ----- | ----- | ----- | ----- | ----- | ----- |
| 2 249 | 2 552 | 2 617 | 2 753 | 2 725 | 2 606 | 2 469 | 2 933 | 3 048 | 3 083 | 3 079 |

## Достопримечательности
- Церковь Иоанна Крестителя представляет собой эклектичное смешение элементов XI—XIX веков.
- Замок Монконтур (фр. Château de Moncontour), о приобретении которого мечтал Бальзак. Внутри находятся музей вина и этнографический музей (более 2000 экспонатов).
- Площадь Шарля Вавассёра (фр. Place Charles Vavasseur), на которой установлен памятник Годиссару, вымышленному персонажу произведения Бальзака «Прославленный Годиссар». Действие этой повести происходит в Вувре.

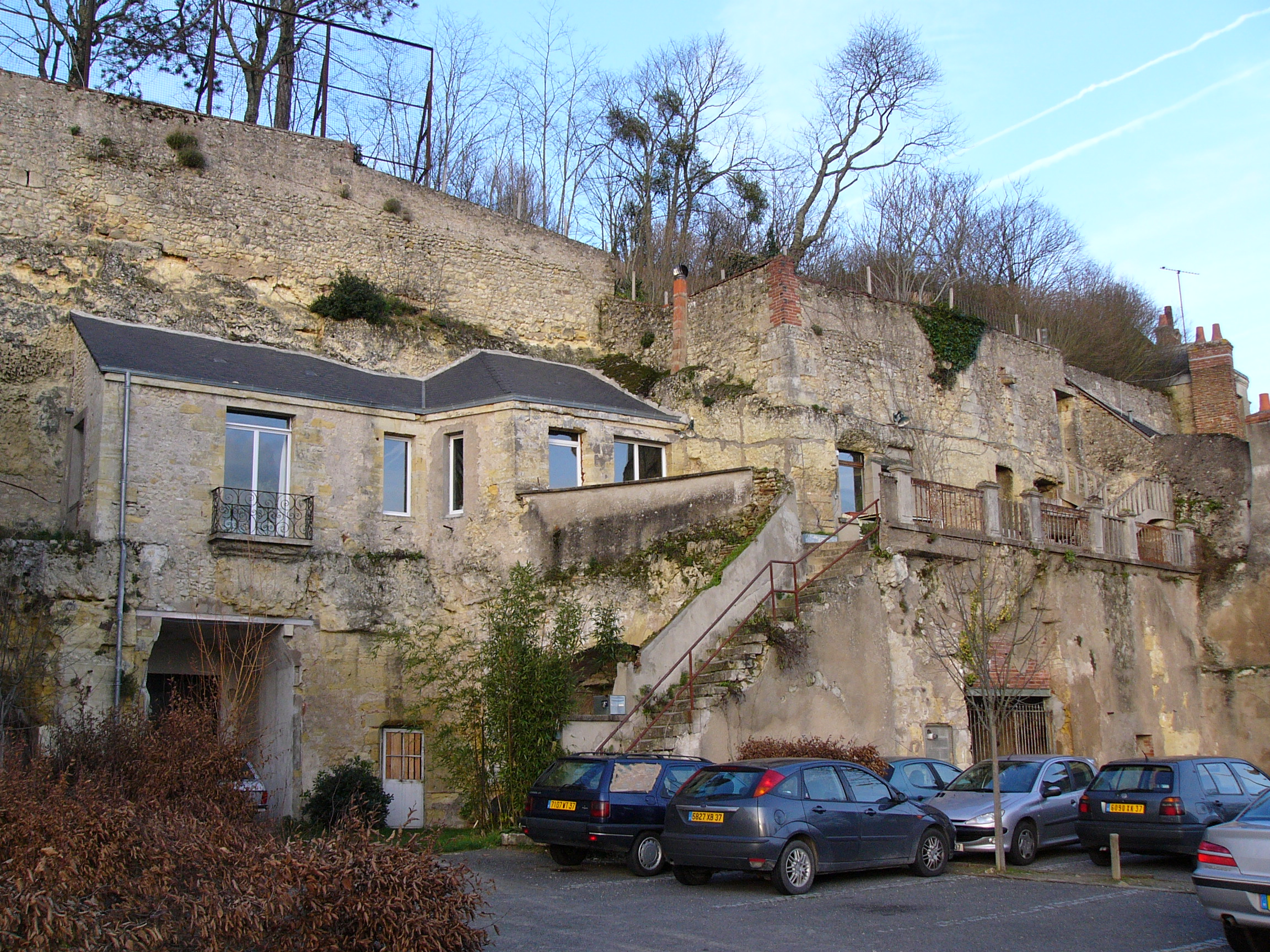
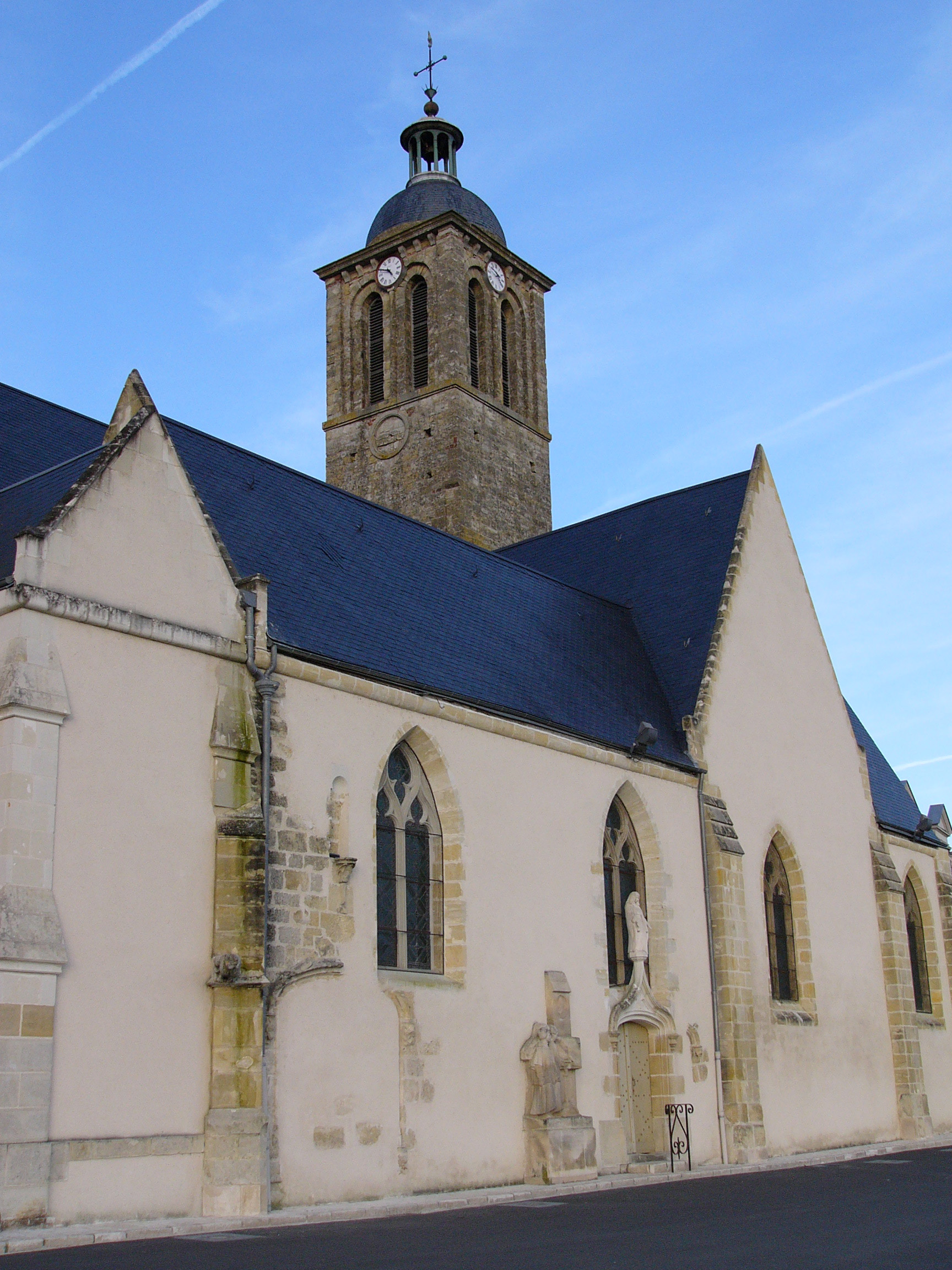
Церковь
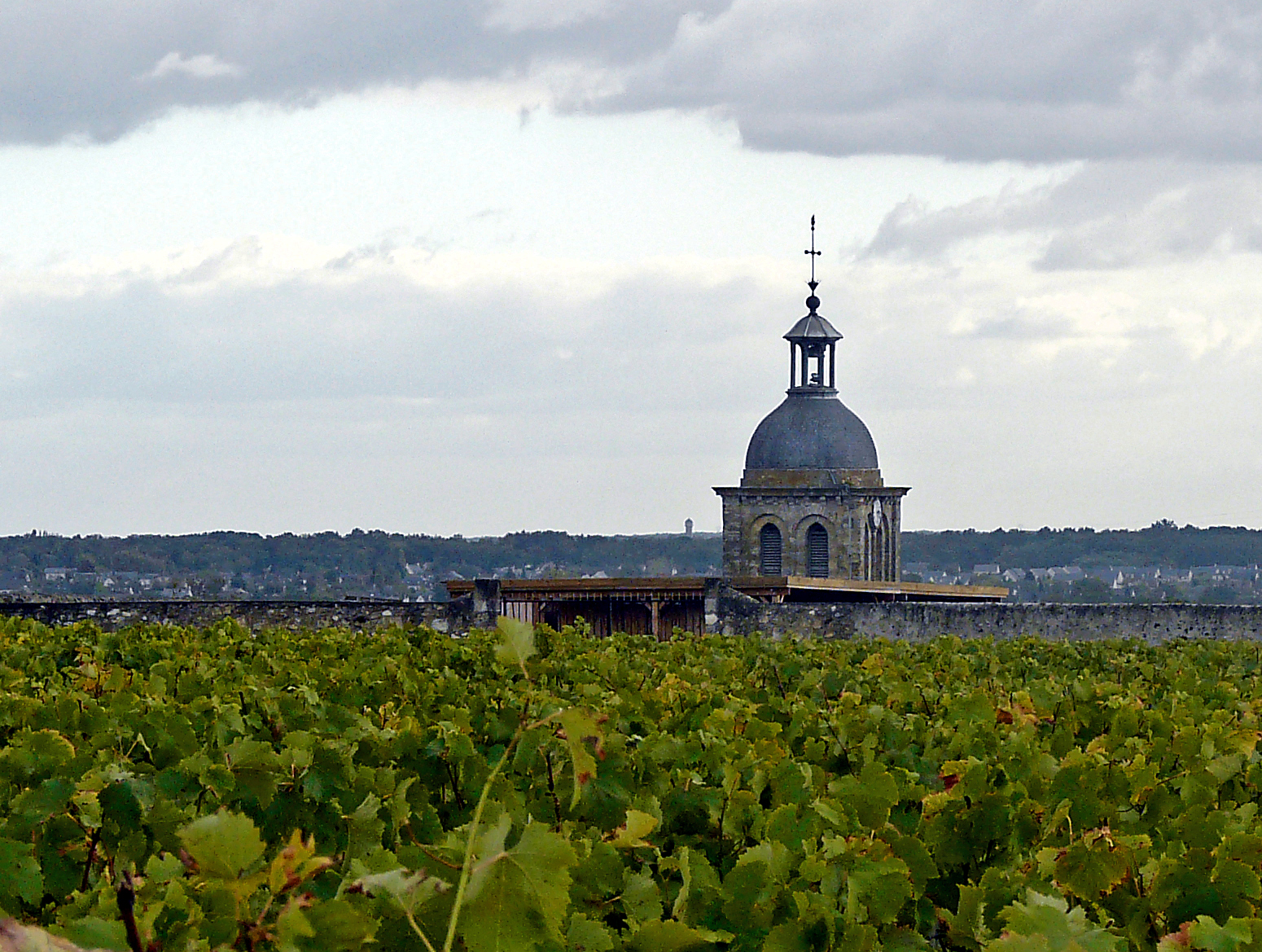
Виноградник